# Сулейманово (Аургазинский район)
Сулейманово (баш. Сөләймән) — деревня в Аургазинском районе Республики Башкортостан Российской Федерации. Входит в состав Нагадакского сельсовета.

## География

### Географическое положение
Расстояние до:
- районного центра (Толбазы): 27 км,
- центра сельсовета (Татарский Нагадак): 6 км,
- ближайшей ж/д станции (Тюкунь): 6 км.

## Население
| 2002 | 2009 | 2010 |
| ---- | ---- | ---- |
| 47   | ↘40  | ↘34  |

Согласно переписи 2002 года, преобладающая национальность — башкиры (100 %).